# Иранска криза 1946.
Иранска криза 1946. је настала услед одбијања Совјета да предају иранске територије које је током Другог светског рата окупирала Црвена армија. Савезници су сумњали да би шах Ирана, Реза Шах Пахлави, могао да се сврста на страну сила Осовине, па су након нацистичке инвазије на СССР 1941, Уједињено Краљевство и Совјетски Савез окупирали Иран како би спречили да се ово евентуално догоди. Шах је збачен са власти и послат у егзил на Маурицијус, а његов син, Мухамед Реза Пахлави је постао нови краљ. Током остатка рата, Уједињено Краљевство и Сједињене Државе су користиле територију Ирана као важну линију преко које су дотурали помоћу Совјетском Савезу за борбу против Нацистичке Немачке.
Планирано је да се окупација Ирана оконча након предаје Немачке. Међутим, када се рат завршио 1945, совјетски вођа, Јосиф Стаљин је одбио да повуче своје снаге са иранске територије. Штавише, покушао је да распарча Иран и успостави две социјалистичке републике ан овој територији, Азербејџанску Народну Републику под вођством саједа Џафара Пишеварија и курдску Републику Махабад под вођством председника Казија Мухамеда.
Услед снажног притиска САД, Совјетски Савез је био принуђен да повуче Црвену армију из Ирана. Иранска војска је поново заузела Махабад и Персијски Азербејџан. Вође Азербејџанске Народне Републике су пребегле у Азербејџанску ССР, а вођама курдске републике је суђено, и обешени су 1947.
Иранска криза представља једну од првих епизода Хладног рата.